# Málta a 2022. évi téli olimpiai játékokon
Málta a kínai Pekingben megrendezett 2022. évi téli olimpiai játékok egyik részt vevő nemzete volt. Az országot az olimpián 1 sportágban 1 sportoló képviselte, aki érmet nem szerzett.
Málta női alpesisíben is szerzett egy kvótát a kvalifikáció teljesítésével. Élise Pellegrin síelő azonban nem került be a csapatba, a versenyzés hiánya miatt. Ő volt 2022 előtt Málta egyetlen téli olimpikonja.

## Snowboard
Akrobatika
Női
| Versenyző      | Versenyszám | Selejtező | Selejtező | Selejtező     | Selejtező | Döntő    | Döntő    | Döntő    | Döntő         | Helyezés |
| Versenyző      | Versenyszám | 1. futam  | 2. futam  | Jobb eredmény | Hely.     | 1. futam | 2. futam | 3. futam | Jobb eredmény | Helyezés |
| -------------- | ----------- | --------- | --------- | ------------- | --------- | -------- | -------- | -------- | ------------- | -------- |
| Jenise Spiteri | Halfpipe    | 7,25      | 25,25     | 25,25         | 21.       | kiesett  | kiesett  | kiesett  | kiesett       | 21.      |